# Miss Mend

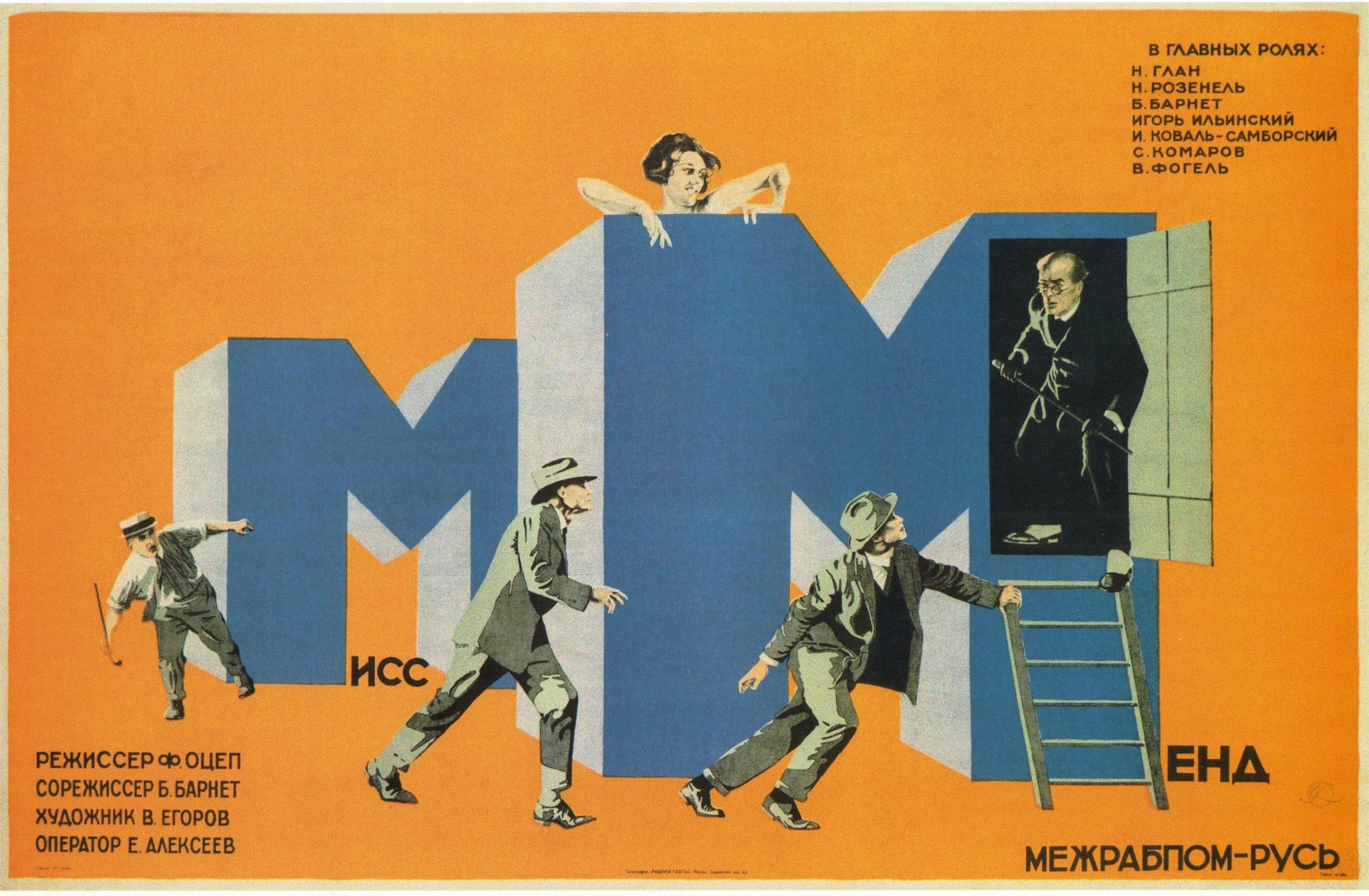
Affiche du long métrage soviétique « Miss Mend » (Produit par Mezhrabpom-Rus, réalisé par Fyodor Otsep). Moscou : Edition de Mezhrabpom-Rus, 1926. Chromolithographie,

Miss Mend (en russe : Мисс Менд, autre titre : Les Aventures des trois reporters) est un film d'espionnage soviétique, initialement en trois parties, réalisé par Boris Barnet et Fedor Otsep et sorti en 1926.
Le scénario est adapté de Jim Dollar, une nouvelle de Jack London et des nouvelles de Mariette Chaguinian Miss Mend ou les Yankee à Petrograd et Lory Len, le metalliste.

## Synopsis
Trois reporters tentent d'arrêter une attaque biologique contre l'URSS, orchestrée par de puissants hommes d'affaires occidentaux…

## Fiche technique
- Titre : Miss Mend
- Titre original : Мисс Менд
- Réalisation : Boris Barnet, Fedor Ozep
- Scénario : Boris Barnet, Fedor Ozep, Vasili Sakhnovsky
- Photo : Evgueni Alekseev
- Décors : Vladimir Egorov
- Studios : Mezhrabpom-Rus
- Pays d'origine :  Union soviétique
- Couleur : Noir et blanc
- Langue : Film muet
  - Sonorisé en 1977
- Durée : 250 minutes
- Date de sortie :
  -  Union soviétique : 26 octobre 1926

### Lieu de tournage
- Petrograd (Saint-Pétersbourg)

## Distribution
- Igor Ilinski : Tom Gopkins
- Boris Barnet : Barnet, le reporter
- Vladimir Fogel : Vogel, le photographe
- Natalia Glan : Miss Vivian Mend
- Sergueï Komarov : Tchitché
- Mikhaïl Jarov : le serveur
- Ivan Koval-Samborsky : Arthur Storn
- Tatiana Moukhina : le sans-abri
- Anel Soudakevitch : la stenographiste
- Vladimir Ouralski : l'agent de police
- Dmitri Kapka : le passager du train
- Natalia Rozenel : Elizabeth Storn
- Piotr Repnine : le bandit

## Autour du film
- Miss Mend a été produit en Union soviétique dans le but de rivaliser, voire dépasser, les films américains les plus divertissants des années 1920. Le film présente des sites de toute beauté, des scènes de cascades impressionnantes, des poursuites à cheval, en voiture et en bateau, des groupes de jazz et même un spectaculaire accident de train.
- Le film est entrecoupé de références visuelles à des grands classiques du cinéma expressionniste allemand comme Nosferatu, Docteur Mabuse ou Caligari.
- Partiellement situé dans une Amérique imaginaire où tout est neuf et progressiste, le film comporte quelques commentaires pointus sur les travers de ce pays, que ce soit sur les relations de travail, le racisme, la richesse excessive, la violence gratuite ou même le viol.
- Les deux réalisateurs, Fedor Ozep et Boris Barnet, sont avec ce film au début d'une longue et remarquable carrière.
- Bien que la production du film ait répondu à un appel officiel pour concevoir un art nouveau qui pourrait conquérir un public de masse, Miss Mend a été condamné par la presse soviétique de l'époque comme étant léger et un excellent exemple de divertissement éhonté de style occidental. Le film a néanmoins rencontré un énorme succès populaire.

## Restauration
La copie retrouvée dure un peu plus de quatre heures. Le film a été restauré par David Shepard, colorisé et assorti d'une bande son avec la musique originale de Robert Israel et sorti en DVD en décembre 2009.

### Vidéothèque
Miss Mend, Lobster Films, 2016, DVD collection retour de flamme (orange). Films + bonus.